# Stijn Van Opstal
 (juillet 2022).
Stijn Van Opstal, née le 1976, est un acteur flamand.

## Biographie
Il est diplômé en 1998 du Studio Herman Teirlinck, année où Tom Dewispelaere, Ben Segers et Geert Van Rampelberg, entre autres, étaient également présents. Avec les trois étudiants, il fonde la compagnie de théâtre Olympique Dramatique. Au théâtre, il a joué dans Kaspar, De gebroeders Leeuwenhart, De geruchten, Adams appels et Bij het kanaal naar links.
Il joue dans les longs métrages S. et Dossier K. et obtient un rôle, avec ses compagnons de théâtre, dans la série télévisée De Parelvissers. Sa première apparition à la télévision se fait dans la série Recht op Recht. Il a également un rôle récurrent en tant que Dimitri Alva, un criminel dans la sixième saison de la série télévisée VTM Zone Stad. Au printemps 2013, il joue dans la série Vier Met man en macht. Il a également joué des rôles dans plusieurs courts métrages.

### Vie privée
Stijn Van Opstal est en couple avec Sarah Vangeel, ils ont deux enfants. Van Opstal a grandi à Beerse.

## Filmographie

### Séries télévisées
- 1998 : Windkracht 10 : pompier
- 2001-2002 : Recht op Recht : Stef Molenaar / Tommy Van Lebbeek
- 2006 : De vloek van Vlimovost
- 2006 : De Parelvissers : Lucas Blommaert
- 2010-2011 : Zone Stad : Dimitri Alva
- 2013 : Salamander : Meneer Walters
- 2013 : Met man en macht : Ludo Jacobs
- 2013 : Safety First : Erik
- 2013 : Ontspoord : Bernard
- 2017 : Tabula Rasa[4] : Benoit

### Courts métrages
- 1997 : Striker Bob : Tony
- 2000 : Fade out : Steve
- 2001 : Dialing the Devil
- 2001 : Blind Date
- 2006 : Het ruikt hier naar stront : Cliff Heylen
- 2008 : Nowhere Man : homme à barbe
- 2009 : Een kleine duw : Meester Wim
- 2012 : Rosa, zusje van Anna : Vader

### Cinéma
- 1998 : S.
- 2009 : Dossier K.  : scientifique
- 2016 : De premier : chauffeur du premier ministre[1]

## Théâtre
- 2022 : Poquelin II (L'Avare / Le Bourgeois gentilhomme), texte de Molière, production Tg Stan, Centre dramatique national Besançon Franche-Comté et tournée[5].